# Burgwall Hohennauen-Witzke

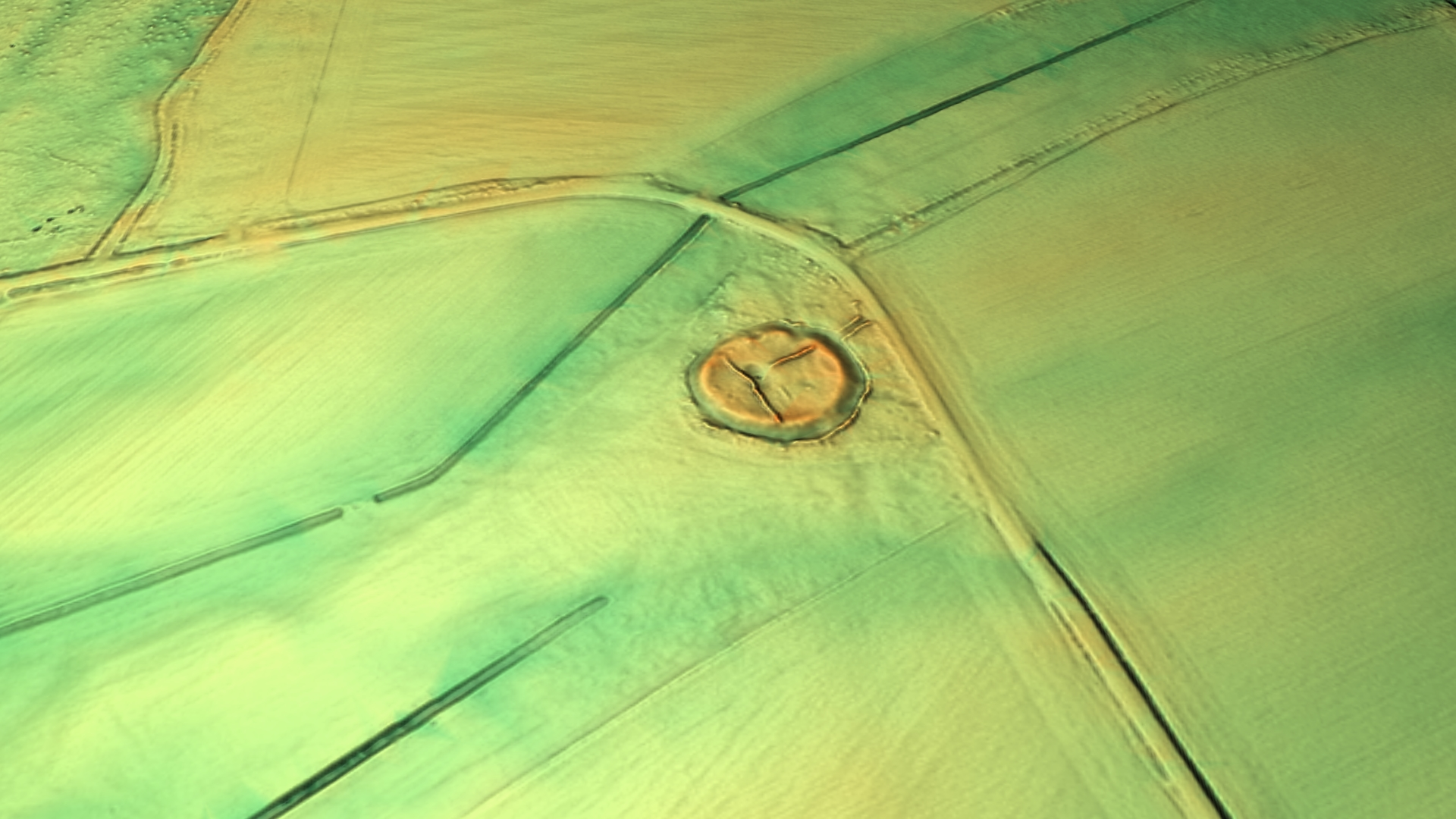
3D-Ansicht des digitalen Geländemodells

Der Burgwall Hohennauen-Witzke oder Burgwall Hohennauen-„Am Grenzgraben“ ist der Burgstall eines slawischen Burgwalls nahe den zur Gemeinde Seeblick gehörenden Dörfern Elslaake und Witzke im Westen des Landes Brandenburg. Die Niederungsburg ist unter der Nummer 50246 als „Siedlung Eisenzeit, Burgwall slawisches Mittelalter, Siedlung slawisches Mittelalter“ als Bodendenkmal ausgewiesen. Das Bodendenkmal befindet sich in der Gemarkung Elslaake.

## Anlage
Die Reste des Burgwalls befinden sich etwa 1,7 Kilometer östlich des Dorfes Elslaake und 1,6 Kilometer nördlich des Dorfes Witzke in einer trockengelegten Niederung, welche vormals ein sumpfiges Feuchtgebiet war. Der Burgstall ist nahezu kreisrund und bewaldet beziehungsweise verbuscht. Der Innenbereich der Burg liegt etwa 1 bis 1,5 Meter über dem umliegenden Niveau, der umlaufende Wall hat nochmals eine Höhe von etwa einem halben Meter. Der Innenbereich hat einen Durchmesser von 42 bis 45 Meter, während der Wall weitere etwa 8 bis 11 Meter breit ist. Der umlaufende Burggraben hat eine Breite von etwa 7 Meter. Er liegt etwa einen halben Meter unter dem umliegenden Niveau. Eine offene Stelle im Wall im Nordwesten wurde als das ehemalige Tor der Burg gedeutet. Eine weitere Störung im Nordosten ist wahrscheinlich neuzeitlich. Von Südwesten bis Südosten soll sich eine offene Vorburgsiedlung befunden haben. Diese hatte eine Ausdehnung von etwa einem Hektar. Im südöstlichen Vorburgbereich wurden relativ viele Besiedlungsspuren entdeckt. Reichliche frühslawische Funde wie Keramiken konnten gesichert werden. Die gefundenen Keramiken sind grob gemagert, nur schlecht gebrannt und meist ohne Verzierung. Anhand der Funde konnte die Burg in das 7. beziehungsweise 8. Jahrhundert datiert werden. Bereits im  8. beziehungsweise 9. Jahrhundert wurde sie jedoch wieder aufgelassen.